# バラッサ・サミュエルソン効果
バラッサ・サミュエルソン効果（英: The Balassa–Samuelson effect）は、貿易財部門の生産性が高い国は非貿易財部門の価格水準が高くなり、経済全体の物価水準が高くなる効果のこと。転じて、先進国の方が発展途上国よりも物価水準が高くなる効果のこと。特に2点目の効果をペン効果（英: The Penn effect）と呼ぶ。ベラ・バラッサとポール・サミュエルソンによって最初に提示された。ロイ・ハロッドの貢献も加えてハロッド・バラッサ・サミュエルソン効果（英: The Harrod–Balassa–Samuelson effect）とも呼ばれる。

## 概要
バラッサ・サミュエルソン効果は、貿易財部門（農業や製造業）における生産性の上昇が、非貿易財部門（サービス業）の物価水準を上昇させることを予測する。貿易財部門の生産性は先進国において高い傾向にあるので、このことは先進国において発展途上国よりも物価水準が高くなることを予測する。
経済の発展プロセスにおいて、非貿易財部門よりも貿易財部門の方が早く生産性の上昇を経験する傾向にある。貿易財部門の生産性が上昇すると、貿易財部門の賃金が上昇する。国全体の労働市場が統合されていれば、これは非貿易財部門の賃金も上昇させる。そして、非貿易財部門の価格水準が上昇する。国全体の物価水準は貿易財部門の価格水準と非貿易財部門の価格水準の加重平均であるから、貿易財における生産性が高い国において経済全体の物価水準が高くなる。また、これによって貿易財部門の生産性が高い国の実質為替レートも増価する。また、上記のメカニズムによって、貿易財部門の成長により先進国にキャッチアップする発展途上国の実質為替レートも増価する傾向にあるが、これもバラッサ・サミュエルソン効果と呼ぶ。

## 理論

### ペン効果
貿易財が貿易コストなしで国際取引されるのであれば、一物一価の法則が成立し、貿易財の価格が国家間で統一される。しかし、非貿易財であるサービス等は国際取引ができないので一物一価の法則が成立しない。このことから、高所得国では物価水準が高い傾向にあることをペン効果と呼ぶ。

### モデル

#### 単純なモデル
2国・2財（貿易財と非貿易財）・1生産要素（労働）モデルを考える。非貿易財部門の労働の限界生産物によって測られる生産性は国家間で等しいものとする。
{\displaystyle MPL_{nt,1}=MPL_{nt,2}=1}
ここで{\displaystyle nt}は非貿易財部門を表し、1と2は二つの国家を表している。それぞれの国において、労働市場で競争が行われるという仮定のもとでは、労働者の賃金は最終的に限界生産物の値、あるいはその部門の価格×MPLに等しくなる（ただし、これはペン効果に対しては十分条件であり、必要条件でない点に注意。必要なのは賃金が少なくとも生産性に関連しているという点である）。
{\displaystyle w_{1}=p_{nt,1}*MPL_{nt,1}=p_{nt,1}=p_{t}*MPL_{t,1}}
{\displaystyle w_{2}=p_{nt,2}*MPL_{nt,2}=p_{nt,2}=p_{t}*MPL_{t,2}}
ただし、添え字tは貿易財部門を表す。国を示す添え字が貿易財の価格Pについていないのは、国家間で貿易財の価格が等しいからである。ここで、国2がより生産的でより豊かであると仮定する。すなわち、
{\displaystyle MPL_{t,1}<MPL_{t,2}}
これは次のことを示唆する。
{\displaystyle p_{nt,1}<p_{nt,2}}.
よって、貿易財価格に一物一価の法則が適用できる場合、生産性の高い国で非貿易財価格が高くなり、物価水準が高くなる。

#### 詳細なモデル
詳細なバラッサ・サミュエルソンの2国家2部門モデルを以下に示す。次のような仮定を置く。
1. 絶対的購買力平価は貿易財にのみ成り立つ。
2. 貿易財部門における賃金は貿易財部門の労働生産性によって決定される。
3. 労働は国内において完全に移動自由であるが、国際的な移動は制限される。すなわち、国内部門間の賃金は均等化される。（あるいは、少なくとも賃金比率は一定に保たれる。）
4. 資本は、国内・国家間双方において完全に自由に移動可能である。

以下のように一国の一般物価水準は貿易財と非貿易財の価格水準の重みつき平均で示される。
ここで{\displaystyle P_{T}}は貿易財の価格水準、{\displaystyle P_{NT}}は非貿易財の価格水準。{\displaystyle \alpha }は国内と他国の consumer basket の貿易財の占めるシェア。アスタリスクマーク（*）は他国であることを示す。
この2国間の実質為替レートは海外の財の価格を国内の財の価格で割ることで他国通貨の相対価格として求められる。
ここで{\displaystyle E}は名目為替レート。{\displaystyle Q}の上昇は自国通貨の実質為替レートの減価を意味する。等式(1)と等式(1a)を対数表示し、対数表示の等式(2)に代入することで、次の式を得る。なお、次の式において小文字の英数は対数表示された変数を意味する。
等式(3)を微分することで、次の式を得る。
ここで購買力平価が成り立つと考えると
等式(3a)の右辺の最初の部分が0(ゼロ)に等しいことから、次のように書きかえることができる。
このモデルが小国開放モデルであり、貿易財・非貿易財部門双方の生産関数がコブ＝ダグラス型関数で表示可能であるとすると、次のような等式を得る。
ここで{\displaystyle Y}は生産を表し、{\displaystyle A}は技術、{\displaystyle L}は労働、{\displaystyle K}は資本を表す。パラメータ{\displaystyle x}と{\displaystyle \delta }は正で１より小さい。生産要素移動の完全性と完全競争を仮定すると、利益は次のように最大化される。
ここで{\displaystyle W}は賃金率（貿易財によるもの）を表し、{\displaystyle R}は世界市場によって決定される資本賃貸率。{\displaystyle {\frac {P^{NT}}{P^{T}}}}は貿易財に対する非貿易財の相対価格。対数微分と等式(8)から(11)を整理することによって、次のように動的な自国内のバラッサ・サミュエルソン効果を得る。
これは、仮に貿易財部門の生産性成長率が非貿易財部門の生産性成長率よりも早く上昇するのであれば、非貿易財の価格が貿易財の価格よりも早く上昇することから従う。この結論は自国と他国の貿易財と非貿易財のequal factor intensityの仮定(自国と他国、{\displaystyle \delta =\gamma })の上に成り立っている。 
等式(12)を等式(5)に代入し、等式(2)を利用することで、国際的なバラッサ・サミュエルソン効果を得る。